# Кобыльск
Кобыльск — село в Кичменгско-Городецком районе Вологодской области.
Входит в состав Кичменгского сельского поселения (с 1 января 2006 года по 1 апреля 2013 года было центром Погосского сельского поселения), с точки зрения административно-территориального деления — центр Погосского сельсовета.

## География
Расстояние до районного центра Кичменгского Городка по автодороге — 30 км, до центра муниципального образования Кичменгского Городка по прямой — 18 км. Ближайшие населённые пункты — Наволок, Кобылкино, Павлово.

## Население
По переписи 2002 года население — 154 человека (69 мужчин, 85 женщин). Преобладающая национальность — русские (99 %).
| 2010 |
| ---- |
| 97   |

## История
В начале XVII века селение носило название Кобыльский городок на реке Югу. Кобыльский городок, как и Кичменгский, в XV—XVI веках являлся крепостью. В XVII—XVIII веках с исчезновением городка-крепости как типа поселения он стал называться Кобыльским погостом, так как в нём располагались церковь и кладбище. А когда слово погост приобрело значение «кладбище», населённый пункт стал называться селом Кобыльск. Второй элемент топонима (погост) соответственно лег в основу названия сельсовета Погосский.
По преданиям, Кобыльский городок и расположенная поблизости деревни Кобылкино основаны жителями Новгорода, которых привёл сюда воевода Кобыляк (Кобылкин). Оба селения получили наименования по имени этого воеводы. Также упоминаются новгородские бояре Кобылкины, переселённые в конце XV века в Нижегородский уезд.